# Sede Rai di Campobasso
La Sede Rai di Campobasso è il centro di produzione radiotelevisiva regionale della Rai nel Molise.

## Storia e direzione
Fino al 2010, la sede Rai di Campobasso era sita in via Conte Verde, non lontano dal centro cittadino. In essa ha lavorato per molti anni il futuro radiocronista Riccardo Cucchi. Da maggio di tale anno si è spostata in una struttura più moderna, nella zona industriale, ed è stata nel 2014 la prima delle sedi regionali ad essere completamente digitalizzata, insieme a quelle di Lazio e Lombardia.
Direttore dell'intera sede regionale Rai di Campobasso per il 2016 è Filippo Massari.

## Televisione

### Programmi
- Buongiorno Regione
- Il Settimanale
- TG Regione
- TGR Meteo (14:20 e 19:55). Il territorio regionale è suddiviso in tre zone climatiche: Litorale Molisano (comprendente Termoli, Petacciato, Portocannone e Guglionesi), il Subappennino Sannita (comprendente Campobasso, Larino, Agnone e Gambatesa) e l'Appennino Sannita (comprendente Isernia, Venafro, Sepino e Bojano).